# Elatostema junghuhnianum
Elatostema junghuhnianum là loài thực vật có hoa trong họ Tầm ma. Loài này được Miq. mô tả khoa học đầu tiên năm 1851.